# 道の駅来夢とごうち
道の駅来夢とごうち（みちのえき らいむとごうち）は、広島県山県郡安芸太田町にある国道191号の道の駅である。

## 概要
バスターミナル 戸河内ICバスセンターが道の駅に併設する。

## 歴史
- 1995年（平成7年）
  - 8月3日 - 道の駅第9回登録において、「道の駅来夢とごうち」として登録。
  - 8月13日 - 開駅。

## 施設
- 駐車場：91台
  - 普通車：82台
  - 大型車：9台
  - 身障者用：8台
- トイレ
  - 男：大 4器・小 4器
  - 女：4器
  - 身障者用：1器
- 公衆電話：3台
- レストラン「来夢」（10:00 - 20:00）
- 喫茶店
- 売店
- 休憩所
- 公園
- 情報コーナー
- 乳幼児用施設:ベビーベッド
- 戸河内ICバスセンター

## 休館日
- 元旦（1月1日）のみ

## アクセス
- 国道191号
  - 益田市方面 - 北広島町西八幡原（旧芸北町） - 安芸太田町（道の駅来夢とごうち・戸河内IC - 加計 - 加計SIC） - 広島市安佐北区可部方面
- E2A 中国自動車道 27 戸河内IC[1]が道の駅に隣接する
  - 三次IC方面 - 千代田IC - 千代田JCT（浜田自動車道） - 広島北JCT（広島自動車道） - 加計SIC - 戸河内IC - 吉和IC - 六日市IC - 山口JCT（山陽自動車道）方面
  - ETC2.0搭載車「賢い料金」社会実験（一時退出）対象道の駅[2]

## 戸河内ICバスセンター
本施設に併設している広電バスのバスターミナルとして、戸河内ICバスセンター（とごうちアイシーバスセンター）がある。広島電鉄のバスターミナルであるが、広島電鉄以外の地域バス会社の便数が多い。
- 広電バス[3]…三段峡線（在来・高速経由・急行）
  - 74（可部経由）：広島バスセンター・横川駅前・古市小学校前・可部駅前・安佐営業所・加計中央・安芸太田病院方面 - 戸河内ICバスセンター - 安芸太田町役場 - 三段峡方面
  - 75（高速道経由）：広島バスセンター・横川駅前・古市小学校前・古市駅・沼田PA・久地BS・広島北インター・加計BS - 戸河内ICバスセンター - 安芸太田町役場 - 三段峡方面
  - 2004年（平成16年）、JR可部線可部駅 - 三段峡駅間廃止により代替路線として運行開始。
- 総合企画コーポレーション…加計戸河内線
- 加計交通
- 三段峡交通
- 石見交通…新広益線（運休中 高速経由）

## 周辺
駐車場に隣接
- セブン-イレブン
- JA広島市戸河内支店
- 太田川産直市 - 農産物販売
- 安芸の国酒造 - 地ビールの製造販売
- わくわくランド - 遊具付き児童公園
- おふくろ弁当もみじコロッケ店 - 弁当店
- 味彩紀行 - ラーメン店
- たまがわ - ラーメン店
- 高丸商店 - 串焼き店

施設隣接
- ホームセンタージュンテンドー
- かき丸 - レストラン
- 上殿さくら公園
- 周辺をJR可部線廃線跡が通っており、旧JR上殿駅跡まで徒歩6分で行くことができる。

観光地
- 三段峡
- 西中国山地国定公園